# 암상
암상(lithofacies, rock facies)은 넓은 뜻으로는 암석의 겉보기, 즉 색깔이나 조성·조직 등의 총괄적 양상. 어떤 의미로든 암석의 생성조건을 반영하고 있다. 좁은 뜻으로는 퇴적암의 퇴적환경을 나타내는 것으로서 사암상·석회암상·처트 탁월상(卓越相)과 같이 생물상, 즉 화석내용과 대응적으로 사용된다.